# Бојни чекић
Бојни чекић или ратни чекић, у српској народној поезији познат као наџак, је средњовековно оружје намењено за блиску борбу. Ратни и обичан чекић су врло слични, састоје се од дршке и главе. Дршка може бити различитих дужина, најдужа је приближно једнака хелебарди, а најкраћа је приближно једнака буздовану. Дугачки чекићи (енгл. polearms) намењени су за употребу против коњице, док се краћи користе за блиску борбу.
Каснији чекићи су обично имали шиљак на једној страни главе чиме им се побољшавала ефикасност. Бојни чекић је могао да зада јак ударац у мету, посебно када је постављен на мотку, и ударцем је могао да нанесе штету телу а да притом не мора пробије оклоп, што је била значајна предност. Шиљак на другој страни главе могао се користити тако што је могао да захвати непријатељски оклоп, штит или узде од коња, а за директан ударац који је пробијао скоро све врсте оклопа. Против коњице је коришћен тако што су се ударале ноге коња што би довело до пада коњаника где је био лака мета.
У митологији, најпознатији ратни чекић је Мјолнир, оружје нордијског бога Тора.